# Сопвит Скутер
Сопвит Скутер (енгл. Sopwith Scooter) је ловачки авион направљен у Уједињеном Краљевству. Авион је први пут полетео 1918. године. 

Највећа брзина у хоризонталном лету је износила 194 km/h. Размах крила је био 8,34 метара а дужина 5,64 метара. Маса празног авиона је износила 428 килограма, а нормална полетна маса 642 kg. Био је наоружан са два синхронизована 7,7 mm митраљеза Викерс.

## Наоружање
| Наоружање авиона: Сопвит Скутер |     |
| Ватрено (стрељачко) наоружање   |     |
| Топ                             |     |
| Митраљез                        |     |
| Број и ознака митраљеза         | 2   |
| Калибар                         | 7,7 |
| Бомбардерско наоружање (бомбе)  |     |
| Ракетно наоружање (ракете)      |     |